# キシリレン
| o-キシリレン |  | p-キシリレン |
| o-キシリレン |  | p-キシリレン |

キシリレン(Xylylene)は、化学式C6H4(CH2)2の異性体関係にある2つの有機化合物を指す。各々、対応するキノンの酸素原子をCH2基で置き換えた構造を持つ。オルトとパラのキシリレンが知られているが、どちらも固体や液体で安定ではない。しかし、テトラシアノキノジメタン等のキシリレンのある種の誘導体は高い安定性を持つ。

## 合成と反応
p-キシリレンは、p-キシレンの熱分解でα-置換体が形成される。濃縮することにより、p-キシリレンは緩やかに二量化し、p-シクロファンとなる。
p-シクロファンをさらに加熱すると、重合してパリレン（日本パリレン合同会社の登録商標なる。
α,α’-ジブロモ-o-キシレンとペンタカルボニル鉄の反応により、低収率でキシリレンの複合体が得られる。この複合体Fe(CO)3[η4-C6H4(CH2)2]は、Fe(CO)3[η4-1,3-ブタジエン]と類似している。
高温では、ベンゾシクロブテンが電子環状反応し、o-キシリレンを形成する。続いて[4+4]環化付加反応が起こり、シクロオクチル構造を形成する。この過程は、スーパーファンの合成において繰り返し用いられる。

## 関連文献
- 岩月章治「ポリキシリレン」『高分子』第23巻第2号、高分子学会、1974年、135-143頁、doi:10.1295/kobunshi.23.135。